# روني لي
روني لي (بالإنجليزية: Ronnie Lee)‏ هو لاعب كرة قدم أمريكية أمريكي، ولد في 24 ديسمبر 1956 في باين بلاف في الولايات المتحدة.